# シンプル・アーティキュレーテッド
シンプル・アーティキュレーテッドとは関節式蒸気機関車の一形式でマレー式機関車に似た外観ではあるが、マレー式とは異なり、複式機関を備えず、単式機関を使用する。

## 代表的な形式
- ユニオン・パシフィック鉄道4000形蒸気機関車
- ユニオン・パシフィック鉄道3985形蒸気機関車
- チェサピーク・アンド・オハイオ鉄道H8形蒸気機関車